# Free Society of Artists
Die Free Society of Artists war ein britischer Künstlerbund des 18. Jahrhunderts in London.

## Geschichte
Die Künstler der Free Society of Artists hatten sich – wie die 1760 gegründete Society of Artists of Great Britain – von der 1754 gegründeten Royal Society of Arts abgespalten. Der Künstlerbund bestand in London, ab 1765 mit eigenen Ausstellungsräumen, in den Jahren zwischen 1761 und 1783. Damit verlor die Royal Society of Arts einige ihrer besten Künstler. Allerdings ließ sich die neue Gesellschaft erst 1763 am Court of King’s Bench als Nummer 154 unter ihrem Langnamen Free Society of Artists, Associated for the Relief of the Distressed and Decayed Brethren, their Widows and Children offiziell eintragen.
Anfangs blieb die Gesellschaft mit der Royal Society of Arts (auch: The Spring Garden Society) in den gemeinsamen Ausstellungsräumen des Adelphi Buildings in der Straße Spring Gardens. Nach Beendigung ihrer letzten Gemeinschaftsausstellung 1764 wechselte sie aber in die Maiden Lane in Covent Garden, wo sie 1765 und 1766 blieb. 1767 hatte sie moderne Ausstellungsräume (Great Exhibition Rooms) im neu eröffneten Auktionshaus Christie’s im Cumberland House in der Pall Mall bekommen, wo die Gesellschaft bis 1774 blieb. Zuletzt zog der Künstlerbund noch einmal 1775 in die St. Albans Street um, wo es allerdings nur noch eine, die letzte Ausstellung gab.
Zu den jährlichen Ausstellungen, die immer im Frühjahr stattfanden und einen Monat dauerten, wurde jeweils der Catalogue of the Paintings, Sculptures, Models, Drawings, Engravings, etc. 1761-1783 herausgegeben. Aus dem Erlös finanzierte man die Ausstellungen.
Eines der ersten Mitglieder der Free Society of Artists war der Maler John Parker. Die hundert Mitglieder des Jahres 1763 sind namentlich nachzulesen in John Pye's 1845 veröffentlichten Buch Patronage of British art.